# 小林馨 (陸上選手)
小林 馨（こばやし かおる、1944年 - ）は、日本の元陸上競技選手。群馬県陸上競技協会副理事長、元体育教員、高崎経済大学附属高等学校前副校長などを歴任した。体育教師として勤務するかたわら、群馬県高体連の陸上競技専門部の役員として活躍した。

## 経歴
- 群馬県碓氷郡松井田町出身。群馬県立松井田高等学校卒業後、日本体育大学に進む。
- 陸上競技の選手として高飛び競技で活躍するが、1964年東京オリンピック出場のチャンスを逸する。
- 体育教員として、出身地の高崎高校に着任。その後、高崎女子高校、高崎市立女子高校、高崎経済大学附属高校と転任。
- 高崎経済大学附属高校の初代校長上岡国夫の信任を得て、教頭、副校長に就任し、2004年3月に定年退職。群馬県陸上競技協会副理事長に就任。現在にいたる。
- 学生時代に体の大きさ、眼光の鋭さ、機転がきいて頼りになるなどの素質をかわれ、人気映画スターの石原裕次郎のボディーガードをつとめたこともある。
- 石原裕次郎とともにジョセフィン・ベーカーのバナナダンスを見た時に、興奮のあまり瞬きもせずに見入ったと後々までからかわれたという。（関係者談）